# 金城县
金城县（越南语：／）是越南海阳省下辖的一个县。

## 地理
金城县北接荆门市社；西北接南策县；西接海阳市；西南接青河县；南接海防市安老县；东接海防市安阳郡。

## 历史
2019年10月16日，越兴社和俊兴社合并为俊越社，金溪社和金良社合并为金莲社，锦罗社和同嘉社合并为同锦社。
2024年10月24日，越南国会常务委员会通过决议，自2024年12月1日起，金川社部分区域和福城社并入富泰市镇，共和社和莱芜社合并为莱溪社，古勇社和上武社合并为武勇社，平民社和连和社合并为和平社。

## 行政区划
金城县下辖1市镇13社，县莅富泰市镇。
- 富泰市镇（Thị trấn Phú Thái）
- 大德社（Xã Đại Đức）
- 同锦社（Xã Đồng Cẩm）
- 和平社（Xã Hòa Bình）
- 金英社（Xã Kim Anh）
- 金顶社（Xã Kim Đính）
- 金莲社（Xã Kim Liên）
- 金新社（Xã Kim Tân）
- 金川社（Xã Kim Xuyên）
- 莱溪社（Xã Lai Khê）
- 五福社（Xã Ngũ Phúc）
- 三岐社（Xã Tam Kỳ）
- 俊越社（Xã Tuấn Việt）
- 武勇社（Xã Vũ Dũng）